# 창원 신불사 대혜보각선사서
창원 신불사 대혜보각선사서(昌原 神佛寺 大慧普覺禪師書)는 대한민국 경상남도 창원시 마산회원구 내서읍 신불사에 있는 목판본 책이다. 2016년 2월 4일 경상남도의 문화재자료 제621호로 지정되었다.

## 개요
｢대혜보각선사서(大慧普覺禪師書)｣는 송나라 대혜보각선사의 편지 모음집이다. 주변 사람들의 질의 편지에 대해 보각선사가 간화선법(看話禪法)에 바탕을 두고 일일이 그 요지를 설명한 답신이다. ｢대혜보각선사서(大慧普覺禪師書)｣를 줄여서 ‘「대혜서장(大慧書狀)」또는 「서장(書狀)」「서(書)」’라고 부른다.
이 책은 불분권 1책의 목판본(木板本)으로 표지서명(表紙書名)은 ‘書狀’으로 확인된다. 권수제(卷首題)는 ‘대혜보각선사서(大慧普覺禪師書)｣이며, 판심제(版心題)는 ‘서(書)’로 확인된다. 제책(製冊)의 형태는 오침안선장본(五針眼線裝本)으로 되어 있다. 판식(版式)은 사주단변(四周單變)에, 반곽(半郭)의 크기는 세로19.4cm에 가로15.3cm이며, 계선이 없고(無界), 10행(行) 17자(字)로 배열되어 있다.
본서에는 권말에 1566년이라는 명확한 간행 기록(刊記)을 알 수 있고, 각수와 시주자에 대한 내용도 확인된다. 다만, 아래 사진에서 보는 바와 같이, 본 조사 자료의 인쇄 당시에는 그 목판의 마멸 상태가 많이 진행된 상황인 2세기 정도 이후에 인쇄되었을 것이라고 추정된다.

## 참고 자료
- 창원 신불사 대혜보각선사서 - 국가유산청 국가유산포털